# Ordoñana
Ordoñana (oficialmente Ordoñana/Erdoñana)  es un concejo del municipio de San Millán, en la provincia de Álava, País Vasco (España).

## Historia
Hacia mediados del siglo XIX, el lugar, ya por entonces perteneciente a San Millán, tenía contabilizada una población de 76 habitantes. Aparece descrito en el duodécimo volumen del Diccionario geográfico-estadístico-histórico de España y sus posesiones de Ultramar de Pascual Madoz con las siguientes palabras:

ORDOÑANA: l. del ayunt. de San Millan, en la prov. de Alava (á Vitoria 4 1/2 leg.), part. jud. de Salvatierra (/4), aud. terr. de Búrgos (24), c. g. de las Provincias Vascongadas, dióc. de Calahorra (14). sit. en parage despejado; clima benigno; le combaten los vientos N. y S., y se padecen fiebres catarrales. Tiene 20 casas; igl. parr. dedicada á la Asuncion de Ntra. Sra., y servida por dos beneficiados, uno de entera y otro de media racion; cementerio; una ermita con la advocacion de San Millan; un paseo con arbolado, y para surtido de los vec. una fuente de esquisitas aguas. El térm., que se estiende 1/2 leg. de N. á S. y de E. á O. igual dist., confina: N. Galarreta; E. Mezquia; S. Salvatierra, y O. Luzuriaga, comprendiendo dentro de su periferia varios robles y fresnos y un soto para pastos. El terreno es bastante fértil, y le atraviesa un pequeño r. que fertiliza parte de él. caminos: los que conducen á Salvatierra, Galarreta, Luzuriaga y otros, en mediano estado: el correo se recibe de Salvatierra: prod.: toda especie de cereales; cria de ganado caballar y vacuno; caza de varias especies. ind.: ademas de la agricultura y ganadería, hay un molino harinero. pobl.: 15 vec., 76 almas. riqueza y contr.: con su ayunt. (V.).
(Madoz, 1849, p. 300)

En 2022, la entidad singular de población tenía empadronados 47 habitantes y el núcleo de población, los mismos.

## Demografía
| Gráfica de evolución demográfica de Ordoñana entre 2000 y 2017 |
|                                                                |
| Población de derecho según los censos de población del INE.    |

## Patrimonio

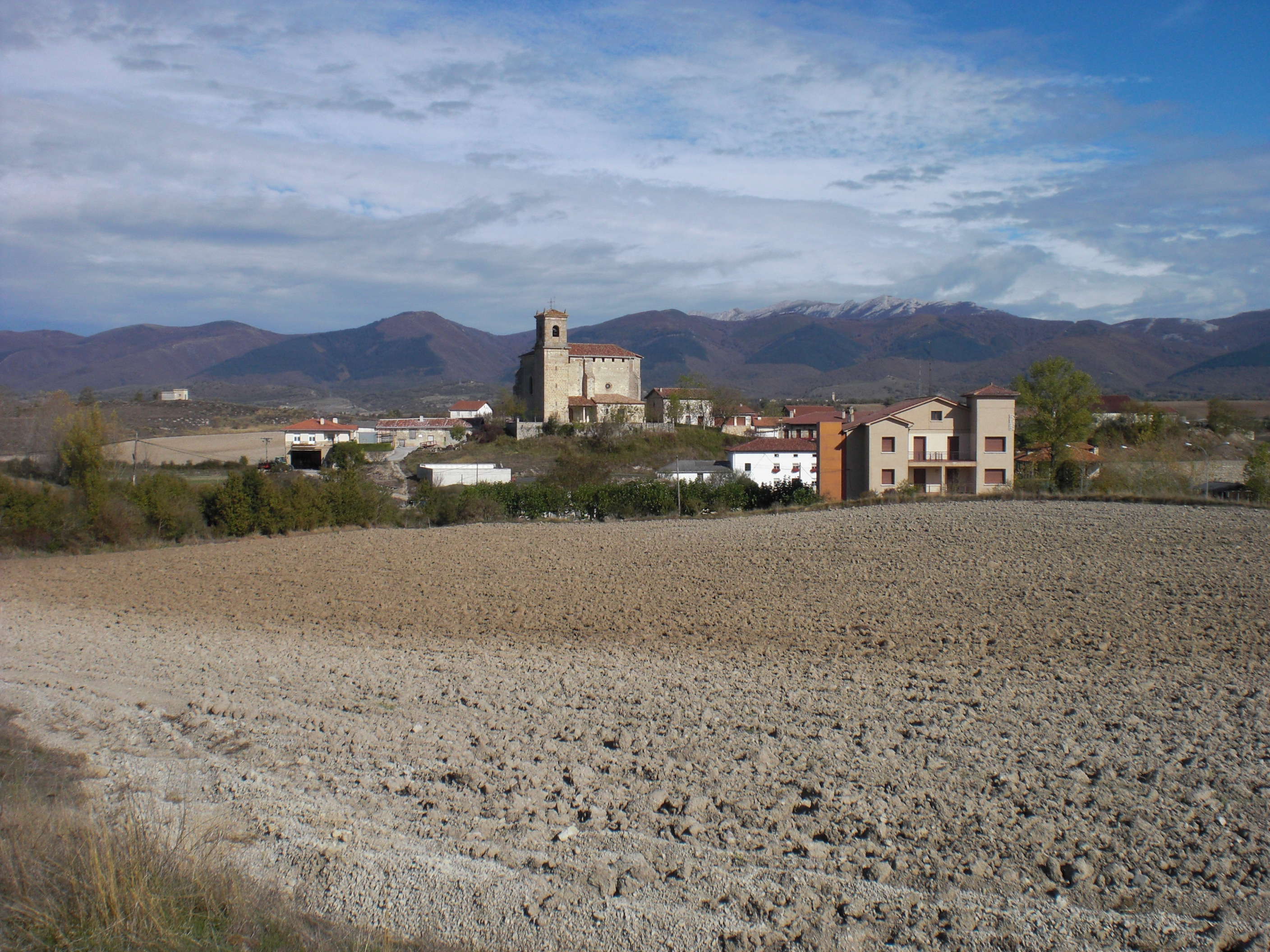
Vista del concejo, con la iglesia de la Asunción de Nuestra Señora

Hay en el concejo una iglesia de la Asunción de Nuestra Señora.